# Monte Real e Carvide
Monte Real e Carvide (oficialmente: União das Freguesias de Monte Real e Carvide) é uma freguesia portuguesa do município de Leiria, com 26,03 km² de área e 5542 habitantes (censo de 2021). A sua densidade populacional é 212,9 hab./km².

## História
Foi constituída em 2013, no âmbito de uma reforma administrativa nacional, pela agregação das antigas freguesias de Monte Real e Carvide e tem a sede em Monte Real.

## Demografia
A população registada nos censos foi:
| Distribuição da População por Grupos Etários | Distribuição da População por Grupos Etários | Distribuição da População por Grupos Etários | Distribuição da População por Grupos Etários | Distribuição da População por Grupos Etários | Distribuição da População por Grupos Etários |
| -------------------------------------------- | -------------------------------------------- | -------------------------------------------- | -------------------------------------------- | -------------------------------------------- | -------------------------------------------- |
| Antes da agregação                           |                                              |                                              |                                              |                                              |                                              |
| Ano                                          | 0-14 anos                                    | 15-24 anos                                   | 25-64 anos                                   | >= 65 anos                                   | Total                                        |
| 2001                                         | 870                                          | 833                                          | 3081                                         | 906                                          | 5690                                         |
| 2011                                         | 827                                          | 589                                          | 3162                                         | 1178                                         | 5756                                         |
| Após a agregação                             |                                              |                                              |                                              |                                              |                                              |
| Ano                                          | 0-14 anos                                    | 15-24 anos                                   | 25-64 anos                                   | >= 65 anos                                   | Total                                        |
| 2021                                         | 636                                          | 551                                          | 2901                                         | 1454                                         | 5542                                         |

## Património
- Casa da Câmara de Monte Real
- Pelourinho de Monte Real
- Capela de São João Baptista (Monte Real) (antiga Igreja Matriz de Monte Real)
- Fonte da Rainha Santa
- Fonte do Centro da Vila
- Paços Reais e Capela da Rainha Santa Isabel
- Termas de Monte Real
- Cine-Teatro de Monte Real
- Moinhos movidos a água
- Porto da Cepa na margem esquerda do rio Lis
- Capela dos Moinhos.
- Igreja Matriz de Carvide: resultante de sucessivas obras de restauração e ampliação da capela da ermida erigida a S. Lourenço. Tem altar mor em estilo renascença e dois alteres laterais, com sacristias e valiosa imagens de S. Lourenço, Santo António e S. João Baptista, entre outras. Do lado direito, no seu frontespício, ergue-se a fonte sineira com um relógio público desde 1934.